# Вольская, Анжелика Валерьевна
Анжелика Алексеевна Вольская (Ячевская; род. 22 февраля 1970, Ростовская область, СССР) — российская актриса театра и кино.

## Биография
Родилась 22 февраля 1970 года в семье геологов — отца Алексея Вольского и матери Таисии Востриковой — в поезде, который проезжал по Ростовской области в Ростов-на-Дону. Детство провела в городе Солнечнодольске Ставропольского края.
Поступила в ГИТИС.
Известность пришла после выхода телесериала «Две судьбы», где сыграла роль периферийной стервы Лидии.
В настоящее время[когда?]

 актриса работает в антрепризе «Незамужняя женщина», выступает с творческими вечерами и много снимается в кино.

## Семья
- Первый муж — сценарист Сергей Буртяк.
  - Сын — актёр Рэй (урожд. Андрей) Буртяк (род. 1991).
- Второй муж (официально с 2006 года) — Дмитрий Ячевский, народный артист РФ.

## Роли в театре
- Спектакль «Подвох» (режиссёр-постановщик: Юрий Смирнов).
- Антреприза «Незамужняя женщина»

## Фильмография
1. 2002 — Две судьбы — Лидия
2. 2003 — Русские амазонки-2 —
3. 2003 — Сыщик без лицензии — Фариза Мамаджанова
4. 2003 — Театральный блюз — секретарь Ревзина (нет в титрах)
5. 2004 — Исцеление любовью — Таисия
6. 2004 — Даша Васильева 3. Любительница частного сыска. «Спят усталые игрушки»
7. 2004 — Даша Васильева 3. Любительница частного сыска. «Бассейн с крокодилами»
8. 2006 — Все включено — Галина, главный бухгалтер приморского отеля
9. 2006 — Сёстры по крови — Надежда Фёдоровна Косарева, уголовница и аферистка, биологическая мать Маргариты Калашниковой, Лёли и Кати Косаревых''
10. 2007 — Держи меня крепче — Наталья Павлова, мать Полины
11. 2008 — Когда не хватает любви — Ирина Устинкина, соседка Тамары
12. 2008 — Взрослые игры — судья
13. 2008 — Женщина, не склонная к авантюрам — Алла
14. 2008 — Заходи — не бойся, выходи — не плачь — Стелла Тимофеева, успешная бизнес-леди
15. 2008 — Казаки-разбойники — Нина Павловна, мать Миши
16. 2008 — Королева льда — Алла, лучшая подруга Ирины 40-45 лет, владелица спа-салона
17. 2008 — Шальной ангел — Ольга Савельева, кинорежиссёр
18. 2008 — Кино на двоих (документальный фильм)
19. 2009 — Мальчик и девочка — мать Ксении
20. 2010 — Пожар — Ольга
21. 2010 — Дело Крапивных — Наташа
22. 2010 — Была любовь — Ольга, мать Иры
23. 2010 — Я подарю себе чудо — Аня
24. 2010 — Анжелика — соседка Анфиса
25. 2011 — Стервы
26. 2011 — Группа счастья — Лиза
27. 2011 — Зарево
28. 2011 — Манна небесная
29. 2012 — Воробушек — Татьяна Ивановна, мать Игоря
30. 2012 — Дежурный ангел-2 — Эвелина Викторовна, врач, помощница Домбровского
31. 2012 — Склифосовский (1 сезон) — Лёля
32. 2012 — Без следа — Вера Савочкина, мать Феди
33. 2012 — Хозяйка моей судьбы
34. 2013 — Королева бандитов — Мила
35. 2013 — Бухгалтер (к/м) — жена банкира
36. 2013 — Право на любовь — Марина, подруга Елены
37. 2013 — Вальс-Бостон — Людмила Ивановна
38. 2013 — Подарок — эпизод
39. 2014 — Дорога без конца — Маргарита
40. 2014 — Отец Матвей — Лидия Сергеевна Мочалова
41. 2014 — Розыск-3 — Бровкина
42. 2014 — Память сердца — Ирина Петровна, мать Игоря
43. 2015 — Цветок папоротника — Нюра
44. 2015 — Миндальный привкус любви — Маргарита Станиславовна Габузова, мать Марата
45. 2017 — Неизвестный (серия № 4) — Светлана, жена Юрченко
46. 2017 — Серебряный бор — эпизод
47. 2017 — Сезон любви — Илона, журналистка
48. 2017 — Напрасные надежды — Елена Васильевна Семиплатова, мать Веры
49. 2018 — Тот, кто читает мысли (Менталист) (серия № 5 «Борьба за наследство») — Вера, художественный критик, соседка Ильясовых
50. 2020 — Метод 2 — Анжела Пасюк